# سينما 30 (مسرحية)
سينما 30، مسرحية مصرية من تأليف وإخراج محمود جمال الحدينى. قدم العرض على مسرح «الهوسابير» ومسرح الجامعة الأمريكية.

## القصة
يعد «سينما 30» هو أول فيلم مصرى أبيض وأسود ناطق على خشبة المسرح، يحكى قصة السينما خلال فترة الثلاثينيات من القرن الماضى ومحاولة مخرج سينمائى تصوير أول فيلم ناطق بإحدى القرى الريفية في مصر عن واقعهم المتدنى، لكنه يجد مقاومة ورفض من أهالى القرية ويحرضهم على ذلك عمدة البلد ومأمورها ومع الوقت ينجح المخرج في إقناعهم وعمل أول فيلم ناطق. ويكشف العرض مشاهدة أهالى القرية للكاميرا للمرة الأولى في حياتهم يظنون أنها آلة لرفع المياه، أو للاتصال، وبعضهم يظنها آلة الحرب، وجميعهم يخشونها. أما السلطة، التي ليست أقل جهلاً منهم، فمطمئنة إلى جهل الأهالى، راغبة فيه باعتباره المعين لها على ثبيت دعائم حكمها، لذلك يحدث الصدام عندما تكتشف أنهم في سبيلهم إلى المعرفة.

## ردود الفعل
تلقى العرض الإشادة من العديد من الفنانين والنقاد. حيث نجحت فرقة «كلية التجارة» جامعة عين شمس في إحياء دور المسرح مرة أخرى، فالعرض استمر لمدة جاوزت عامين، وسط حضور جماهيرى يقدر بالمئات يومياً، من مختلف الأعمار والفئات، يجتمعون على مسرح «الهوسابير» بوسط القاهرة.
يذكر أنه قد انسحب الكاتب محمود جمال مؤلف ومخرج عرض «سينما 30»، وفرقة العرض، من حفل ختام المهرجان القومي للمسرح المصري، في دورته العاشرة، اعتراضًا على حجب جائزة أفضل مؤلف مسرحي، وخرجوا وسط حالة من الهياج.

### جوائز
- جائزة أفضل  تصميم ملابس لأميرة صابر عن عرض «سينما 30» بالمهرجان القومي للمسرح المصري.[4]
- جائزة أفضل عرض مسرحي وأفضل مخرج في مهرجان الكبري بجامعة عين شمس.[5]
- جائزة أفضل موسيقى، وأفضل ممثلة، وأفضل نص، وأفضل عرض، وأفضل عمل إبداعي بمهرجان آفاق مسرحية.[6]
- جائزة ساويرس الثقافية عن أفضل نص مسرحي للكاتب محمود جمال عن نص مسرحية «سينما 30».[7][8]

## فريق العمل
العرض إضاءة أبو بكر الشريف، وأزياء أميرة صابر، وموسيقى عمرو صلاح، مكياج شروق حسنى، وإكسسوارات هاجر كمال، وبطولة مهاد أحمد، ساندرا حلمى، وشروق الشريف، ومرام طارق، ومنة الله أحمد، وطارق مجدى، وروان أحمد، ونوران زايد، وسلمى علاء، وميلاد برسوم، وإسلام يحيى، ومحمود سلطان، تأليف وإخراج محمود جمال الحدينى.